# Gerald Gordon Bell
Gerald Gordon Bell, kanadski letalski častnik, vojaški pilot in letalski as, * 11. junij 1890, † ?.
Stotnik Bell je v svoji vojaški službi dosegel 16 zračnih zmag.

## Življenjepis
Med prvo svetovno vojno je bil sprva pripadnik Kraljevega letalskega korpusa, nato pa RAF.

## Odlikovanja
- Distinguished Flying Cross (DFC)